# Luca Chirico
Luca Chirico (Varese, 16 juli 1992) is een voormalig Italiaans wielrenner.

## Overwinningen
2010
GP Dell'Arno
Eindklassement Tre Bresciana
2e etappe GP Général Patton
2013
Grote Prijs San Giuseppe
2017
2e etappe Ronde van Servië

## Resultaten in voornaamste wedstrijden
| Jaar | Ronde van Italië | Ronde van Frankrijk | Ronde van Spanje |
| ---- | ---------------- | ------------------- | ---------------- |
| 2015 | 88e              |                     |                  |
| 2016 |                  |                     |                  |
| 2017 |                  |                     |                  |
| 2018 |                  |                     |                  |
| 2019 |                  |                     |                  |
| 2020 | 85e              |                     |                  |
| 2021 |                  |                     |                  |
| 2022 |                  |                     |                  |

| Jaar | Milaan-San Remo | Ronde van Lombardije |
| ---- | --------------- | -------------------- |
| 2015 | 103e            | opgave               |
| 2016 |                 |                      |
| 2017 |                 |                      |
| 2018 |                 |                      |
| 2019 |                 |                      |
| 2020 |                 | opgave               |
| 2021 | 111e            |                      |
| 2022 |                 | opgave               |

## Ploegen
2014 –  MG Kvis-Wilier
2015 –  Bardiani CSF
2016 –  Bardiani CSF
2017 –  Torku Şekerspor
2018 –  Androni Giocattoli-Sidermec (tot 14 mei)
2020 –  Androni Giocattoli-Sidermec
2021 –  Androni Giocattoli-Sidermec
2022 –  Drone Hopper-Androni Giocattoli
Andreetta · Barbin · Battaglin · Boem · Bongiorno · Chirico · Colbrelli · Manfredi · Piechele · Pirazzi · Ruffoni · Simion · L.Sterbini · S.Sterbini · Tonelli · Zardini
Andreetta · Barbin · Boem · Bongiorno · Chirico · Ciccone · Colbrelli · Maestri · Pirazzi · Rota · Ruffoni · Simion · L.Sterbini · S.Sterbini · Tonelli · Velasco · Zardini
Akdilek · Atalay · Bakırcı · Balkan · Balykin · Chirico · Dilek · Keleş · Örken · Özgür · Reis · Şamlı · Sayar
Ballerini · Belletti · Benfatto · Bisolti · Bonusi · Cattaneo · Chirico · Mar. Frapporti · Mat. Frapporti · Gavazzi · Malucelli · Masnada · Rivera · Sosa · Spreafico · Torres · Vendrame · Lizde (stagiair) · Viel (stagiair)
Bagioli · Bais · Belletti · Bisolti · Cepeda · Chirico · Flórez · Frapporti · Gabburo · Gavazzi · Muñoz · Pacioni · Pelikán · Pellaud · Ravanelli · Restrepo · Rivera · Rumac · Spreafico · Venchiarutto · Viel
Alba · Bais · Benedetti · Bisolti · Cepeda (tot 31/7) · Chirico · Grosu · Holther · Marchiori · Marengo · Merchan · Muñoz · Piccolo (vanaf 24/6 tot 31/7) · Ponomar · Ravanelli · Restrepo · Rojas · Sepúlveda · Tagliani · Tesfatsion · Umba · Vigo · Zardini · Zurita